# Gibril Sankoh
Gibril Sankoh (født 15. maj 1983 i Freetown, Sierra Leone) er en fodboldspiller fra Sierra Leone, der spiller som central forsvarspiller for FC Augsburg.
I 2004/2005 sæsonen skiftede Gibril Sankoh fra Stormvogels Telstar til FC Groningen efter at have spillet 17 kampe for Stormvogels Telstar. I 2005/2006 sæsonen blev Sankoh en fast spiller i forsvaret hos FC Groningen og var med til at sikre at FC Groningen fik en 5. plads i ligaen, i 2005/2006 sæsonen. I 2010 skiftede han til tyske FC Augsburg.